# Busa (Sprache)
Busa (auch bisã, bisayã, busa-bisã, busano und bussanchi; ISO 639-3 ist bqp) ist eine Mandesprache, die von etwa 40.000 Menschen aus den Völkern der Busa (20.000) und Laaru, Lupa und Kambari (20.000) in den nigerianischen Bundesstaaten Niger und Kebbi gesprochen wird.
Sie ist eine der fünf Sprachen aus der Untergruppe der Busa-Sprachen innerhalb der Gruppe der Ost-Mandesprachen. Die Dialekte Neu-Busa, Wawa und Illo entstanden unter dem Einfluss anderer Sprachen. Das neue Standard-Busa entstand unter dem phonologischen Einfluss des Hausa und das Illo unter dem des Boko.
Die Busa verwenden zumeist Englisch als Zweitsprache, ältere Personen können auch noch Hausa oder das Cischingini als Zweitsprache.